# Helen Masters
Helen Masters (Coventry, Verenigd Koninkrijk, 10 april 1963) is een Britse actrice vooral bekend door haar rol als Detective Inspector Lucy Lane in 36 afleveringen van de Engelse politieserie Wycliffe. In de serie A Touch of Frost speelde zij in de aflevering Hidden Truth de rol van juriste Eileen Cleary en in Midsomer Murders was zij de advocate Jane Benbow in de aflevering The Animal Within. In de serie Holby City speelde zij de rol van Jodie Lewis.

## Filmografie
- Midsomer Murders  -  Jane Benbow (1 aflevering, 2007)
- Belonging (2004) (TV)  Hazel
- Holby City  -  Jodie Lewis (1 aflevering, 2003)
- A Touch of Frost  -  Cleary (1 aflevering, 2003)
- The Affair of the Necklace (2001)  Madame Campan
- The Savages  -  Barbara (1 aflevering, 2001)
- Wycliffe  -  DI Lucy Lane (36 afleveringen, 1994-1998)
- Paul Merton: The Series (1 aflevering, 1993)
- Minder - Janice (1 aflevering, 1993)
- Diana: Her True Story (1993) (TV)  Sarah Spencer
- Drop the Dead Donkey  -  Directeur (1 aflevering, 1991)
- A Wreath of Roses (1987) (TV)  Margie

- Library of Congress Control Number: no2011027864
- Virtual International Authority File: 168712214
- WorldCat: E39PBJd3Q6ghK4pcKX8XwBM3wC